# Michael Graubart
Michael Graubart (geboren 26. November 1930 in Wien; gestorben 10. Juni 2024) war ein britischer Komponist, Flötist und Musikpädagoge österreichischer Herkunft.

## Leben
Graubart entstammte einer österreichischen jüdischen Familie. Sein Vater und sein Onkel betrieben einen Schuhgroßhandel, sein Vater später eine eigene Schuhfabrik. Nach dem „Anschluss“ Österreichs 1938 und der Ermordung seines Onkels Richard Graubart in der Reichspogromnacht gelang seinen Eltern und ihm die Flucht nach Großbritannien. Dort studierte er Physik an der Manchester University. Nach dem Abschluss 1952 arbeitete er mehrere Jahre als Ingenieur für Elektronik für EMI Group, danach als Mathematik-, Physik- und Musiklehrer an einer Sekundarschule, verschiedenen Colleges und einem US-Militärflugplatz.
Daneben studierte er Komposition bei Mátyás Seiber, Flöte bei Geoffrey Gilbert und Dirigieren bei Lawrence Leonard. Er dirigierte verschiedene professionelle und Amateurchöre und -orchester. Unter anderem leitete er die Uraufführungen von Elisabeth Lutyenss letzter Oper Isis and Osiris und der britischen Erstaufführung von Viktor Ullmanns Oper The Emperor of Atlantis. Von 1962 bis 1972 war er musikalischer Leiter der Focus Opera Group.
1966 wurde er Lehrer und Dirigent am Morley College. Von 1969 bis 1991 war er hier Leiter des Musikdepartments; Vorgänger in dieser Position waren u. a. Gustav Holst und Michael Tippett. Von 1991 bis 1996 war er am Royal Northern College of Music in Manchester Senior Lecturer an der School of Academic Studies und Leiter des Ensembles für neue Musik Akanthos. Außerdem unterrichtete er am Extra-Mural Department der Manchester University und am Londoner Campus der Syracuse University. Artikel und Rezensionen veröffentlichte er in Zeitschriften wie Composer, Encounter, Tempo, Musical Times, Acta Mozartiana und The International Journal of Musicology. Außerdem gab er Werke der Alten Musik heraus, darunter Claudio Monteverdis Oper La favola d’Orfeo und Giovanni Battista Pergolesis Livietta e Tracollo.
Die Kompositionen Graubarts sind von der Zwölftontechnik geprägt. Sie wurden u. a. in Großbritannien, den USA, Kanada, Österreich und Italien aufgeführt und gesendet und von Musikern und Ensembles wie Kathron Sturrock, Katharina Wolpe, Anthony Green, Cecil Aronowitz, Watson Forbes, Ulrike Anton, John Turner, Lawrence Leonard, dem Lake/Maryon-Davies Duo, dem Arditti String Quartet und den BBC Singers interpretiert.